# Cosmos Mindeleff
Cosmos Mindeleff född 1863, död 1938, började sin karriär som assistent till sin bror Victor Mindeleff, som var anställd av Bureau of American Ethnology för att genomföra studier av Pueblo-arkitektur på 1880-talet. År 1882 besökte James Stevenson och familjen Mindeleff Canyon de Chelly och Canyon del Muerto. Under några år fortsatte Victor och Cosmos Mindeleff sin forskning i Canyon de Chelly och Cosmos publicerade den första auktoritativa arkeologiska kartan över Vita husets ruiner 1893.[1]

## Karriär inom arkeologi och etnologi
John Wesley Powell anställde Cosmos Mindeleff och hans bror Victor 1881. Powell var då chef för Bureau of American Ethnology i Washington, D.C. De båda anställdes för att resa västerut på Smithsonian Institutions uppdrag för att undersöka de stora pueblo bosättningarna i Arizona och New Mexico. Efter flera år av fältarbete återvände bröderna Mindeleff 1888 till Washington, D.C.,: Med sig till Washington hade de sina vetenskapliga fynd, inklusive många värdefulla arkeologiska artefakter.
1890 lämnade Victor Mindeleff Smithsonian för att fortsätta med en karriär inom arkitektur. 1891 återvände Cosmos till Arizona för att göra klart en stabilisering av Casa Grande-ruinerna Han arbetade med detta tills brist på pengar stoppade arbetet. Cosmos lämnade då Casa Grande och började  istället forska i de omfattande ruinerna som hittats längs Verde river istället. Tillsammans med sin fru Marion undersökte Cosmos floden från dess sammanflöde med Salt river, norrut till Verdedalen och dess sammanflöde med Beaver Creek. När han var klar hade han katalogiserat och kartlagt mer än 50 större platser utmed floden. Hans studie av de inhemska kulturerna i Verdedalen publicerades 1896.

## Journalist
Efter sin studie av Verde Valley lämnade Cosmos Bureau of Ethnology och blev istället tidningsreporter. Han arbetade för New York World, New York American och New York Sun, för vilka han reste mycket och bodde i Europa i Paris, London och Florens , Italien, och tjänstgjorde som utlandsredaktör. Han rapporterade också från Ryssland under den bolsjevikiska revolutionen och från Europa under första världskriget. Efter att ha lämnat journalistyrket drog sig paret Mindeleff för att njuta sin pension i Carmel, New York, där Marion dog 1933. Cosmos dog fem år senare, 1938.